# سوز رندال
سوز رندال (به انگلیسی: Suze Randall) (زاده ۱۸ می ۱۹۴۶) یک مدل، عکاس و بازیگر پورنوگرافی اهل انگلستان است.

## زندگی و کار
رندال اولین عکاس زنان در شرکت‌های پلی‌بوی و هاسلر بود. او یکی از اولین کارگردانان زن فیلم‌های پورن و صاحب یکی از بزرگ‌ترین شبکه‌های فیلم پورن به‌نام شبکهٔ سوز است. رندال فیلم کیس‌اندتل را در سال ۱۹۸۰ کارگردانی کرده‌است.
او ابتدا به عنوان یک پرستار و سپس به عنوان یک مدل فشن تا دهه ۱۹۷۰ مشغول به کار بود، سپس کم‌کم توسط همکاران خود که از آنها عکاسی می‌کرد، به ورود به صنعت پورن علاقه‌مند شد.
رندال با هامفری نایپ ازدواج کرده که با هم در نوشتن بیوگرافی او (سوز (۱۹۷۰)) و چند فیلم نامه همکاری کرده‌اند. دختر آنها، هالی رندال (زاده ۵ سپتامبر ۱۹۷۸)، عکاس آمریکاییست که با مادرش همکاری می‌کند و صاحب وبسایت شهوانی خود است.